# Сарычев, Фёдор Васильевич
Фёдор Васильевич Сарычев (3 [15] января 1829, Санкт-Петербург, Российская Империя — 27 марта [4 апреля] 1884, Гдов, Гдовский уезд, Санкт-Петербургская губерния, Российская империя) — русский контр-адмирал, участник Крымской войны, управляющий двора великого князя Константина Николаевича.

## Биография
Родился в 1824 году (по другим данным 3 января 1829 года) в семье потомственного военного моряка подполковника В. А. Сарычева (1790—1830), командира кондукторских рот учебного морского рабочего экипажа и родовитой дворянки Натальи Илларионовны, в девичестве Философовой (1796—1848). Семья, в которой помимо него росло ещё два сына и четыре дочери, славилась военными традициями: его дедом по отцу был вице-адмирал Алексей Андреевич Сарычев (1760—1827), командующий Черноморской эскадрой, родной брат знаменитого русского полярного исследователя и гидрографа адмирала Гавриила Андреевича Сарычева. Дядья по матери так же сделали блестящие военные карьеры — Алексей Илларионович Философов дослужился до чина генерал от артиллерии и стал воспитателем младших сыновей Николая I, а Николай Илларионович — генерал-лейтенанта в должности директора Пажеского корпуса. Родные братья Фёдора Васильевича также избрали военную службу. Так вместе с Илларионом, который позднее дослужился до чина капитан 2-го ранга, лейтенантами они служили в 1852 году на Черноморском флоте, а Алексей в том же году — поручиком Апшеронского пехотного полка.
Первоначальное воспитание получил в Александровском кадетском корпусе, а затем, по окончании курса в Морском кадетском корпусе, в 1841 г. произведён в мичманы с назначением в 37-й флотский экипаж. С начала службы в Черноморском флоте до Восточной войны, Сарычев принимал участие во многих морских кампаниях, по преимуществу в Черноморских водах; в 1845 г. участвовал под командой флигель-адъютанта Истомина на пароходе «Бессарабия», на котором находился тогда юный великий князь Константин Николаевич, в плавании из Николаева в Одессу, Константинополь и Архипелаг и обратно. В том же году был в заграничном плавании на паровом фрегате «Бессарабия», на котором совершили поездки: в сентябре — императрица Александра Фёдоровна из Генуи в Палермо, а в ноябре — император Николай Павлович из Палермо в Неаполь. В следующем году Сарычев на том же пароходе был в марте месяце — в плавании генерал-адмирала Константина Николаевича по разным портам Италии, в апреле — в переезде императрицы из Палермо в Неаполь и в Ливорно, а потом на пароходе «Камчатка» под командой капитана 1-го ранга фон Шанца находился в плавании из Ливорно в Кронштадт.
В 1847 г. возвратился в Черноморский флот и принимал участие во многих внутренних и зарганичных морских кампаниях, а также в перевозке войск по Чёрному морю и в крейсерстве у Кавказских берегов. В 1848 г. был произведён в лейтеннты. Морскую службу на судах Черноморского флота Сарычев закончил на корабле «Гавриил», на котором под командой капитана 2-го ранга Спицына во 2-й половине 1854 г. на Севастопольском рейде начал свою доблестную боевую службу в рядах защитников Севастополя. Затем в чине капитан-лейтенанта Сарычев был назначен заведующим артиллерией на 4-м бастионе, который представлял один из важнейших пунктов оборонительной линии и был предметом решительной атаки со стороны союзников. Назначенный в помощники к командиру бастиона Реймерсу, Сарычев 22 апреля 1855 г. был ранен в левое плечо и контужен в голову и затем отправлен для излечения на пароходофрегат «Владимир».
В начале 1856 г. Сарычев был назначен командиром построенного в Архангельске клипера «Опричник», на котором в конце года и отправился из Белого моря в Копенгаген, а весной прибыл в Кронштадт.
В начале 1858 г. Сарычев был зачислен по флоту и назначен управляющим Выскотской конторой ведомства императорского двора в Гдове, а в 1862 г., уже в чине капитана 2-го ранга, ему было поручено управлять придворной конторой великого князя Константина Николаевича в Варшаве, бывшего в то время наместником Царства Польского. В 1864 г. он назначен советником Павловского городового правления и, будучи в этой должности, в 1866 г. произведён в капитаны 1-го ранга; в следующем году назначен заведующим придворной конторой великого князя Константина Николаевича, а в 1869 г. состоящим при его императорском высочестве генерал-адмирале, с оставлением по флоту. В 1873 г. Сарычеву было поручено управлять двором его императорского высочества, причём в 1875 г. за отличное исполнение обязанностей, он произведён в контр-адмиралы.
Умер 27 марта (8 апреля) 1884 года. Похоронен был при церкви села Хтины Гдовского уезда.

## Награды
- За оказанные отличия он был награждён орденами Св. Анны 3-й степени с мечами и бантом, Св. Владимира 4-й степени с мечами и бантом и 11 мая 1855 г. получил св. Георгия 4-й степени (№ 9597 по списку Григоровича — Степанова)

В воздаяние за подвиги примерной храбрости, оказанные при обороне Севастополя и в особенности при последнем 10-ти дневном усиленном бомбардировании неприятелем сего города, в 1855 году:— 
- В 1875 году получил ордена св. Станислава 1-й степени и св. Анны 1-й степени;
- Кроме того, он был кавалером многих иностранных орденов.

## Семья и потомки
Был женат на Марии Александровне, урожденной фон Рейц, (1840—1902). Их дети:
- Владимир (1859—1924) — генерал-лейтенант, последний командир крейсера «Боярин», погибшего во время Русско-японской войны.
- Анна (1865—?) — в замужестве фон Бок.
- Константин (25.05.1875[4]— ?), крестник великого князя Константина Николаевича.

## Источник
- Сарычев, Феодор Васильевич // Русский биографический словарь : в 25 томах. — СПб.—М., 1896—1918.